# Black Uhuru

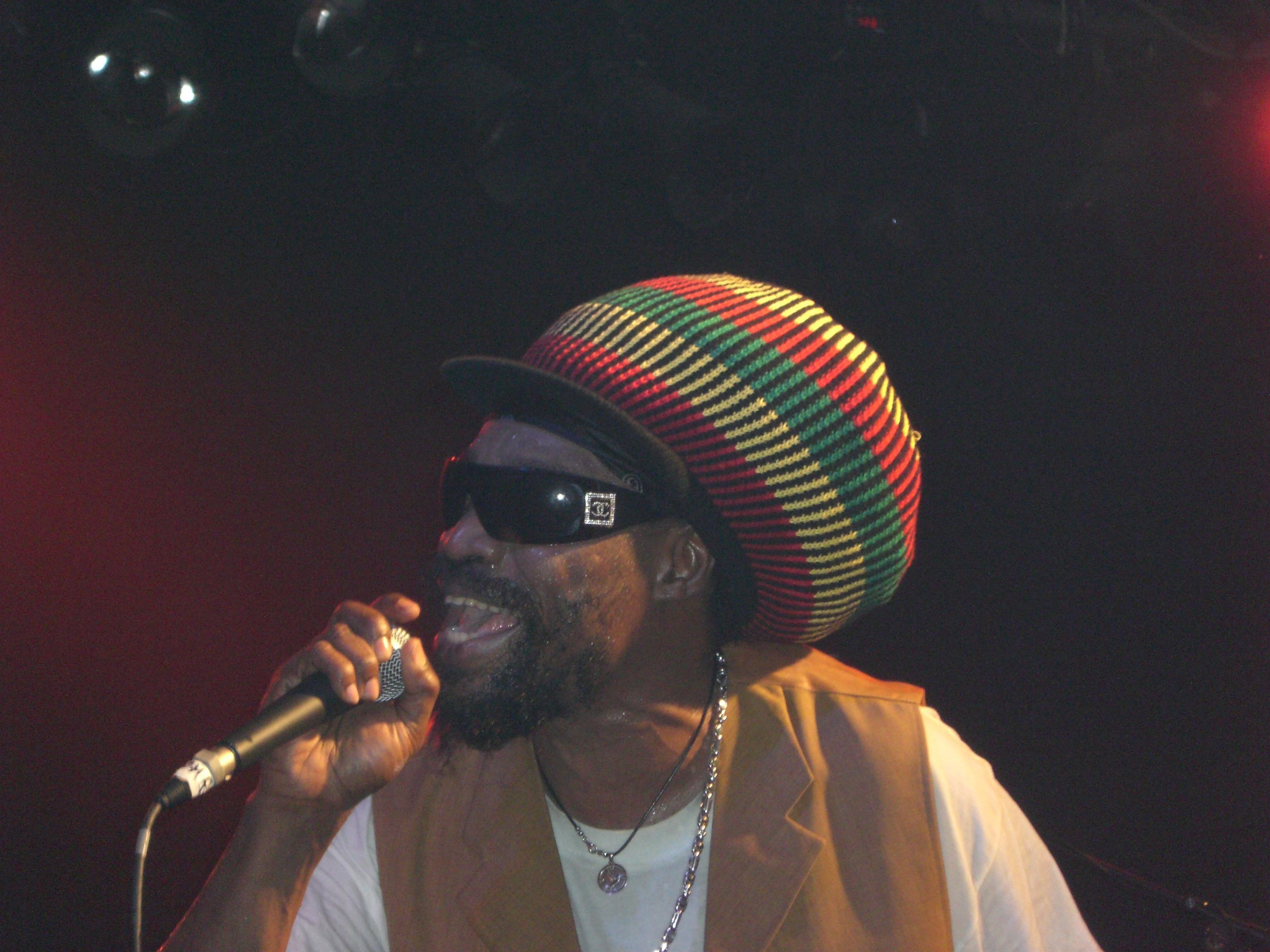
Michael Rose i Dortmund, Tyskland, 2007.

Black Uhuru (Uhuru betyder ”frihet” på swahili) är ett roots reggae-band som bildades i Kingston på Jamaica 1977 av Duckie Simpson. Den första konstellationen av vokalister i Black Uhuru bestod av Garth Dennis, Don Carlos och Derrick "Duckie" Simpson. Den mest kända uppsättningen av Black Uhuru var under åren 1979–1985 bestående av Michael Rose, Sandra ”Puma” Jones och Duckie Simpson som sångare, och Sly Dunbar och Robbie Shakespeare på trummor respektive bas. Gruppen var först bland världens reggaeband att få en grammy 1985.

## Historia
Under 1970-talet och några år in på 1980-talet var Black Uhuru jämte Bob Marley & The Wailers, Burning Spear, Inner Circle och Third World ett av få reggaeband med en fast uppsättning medlemmar som turnerade runt om i världen. 1985 blev Black Uhuru det första reggaeband att tilldels en grammy för sitt album Anthem, som släpptes i sin andra version 1984 (en version av albumet släpptes redan 1983). 

År 1985 lämnade Michael Rose gruppen för en solokarriär och 1987 drabbades den kvinnliga medlemmen Puma Jones av obotlig cancer. Mellan 1987 och 1989 var de tre vokalisterna i Black Uhuru Duckie Simpson, Delroy "Junior" Reid och Olafunke, och från 1989 till 1995 av den ursprungliga vokalisttrion Duckie Simpson, Garth Denni och Don Carlos. Därefter samarbetade Duckie Simpson med Jenifah Nyah och Andrew Bees fram till 2005. Gruppen Black Uhuru har lagts ner, men återuppstår då och då med Duckie Simpson som ankare för att spela på större reggaefestivaler.
Black Uhuru släppte 18 vanliga studioalbum, fyra livealbum och nio dub-album. Den mest framgångsrika konstellationen Duckie Simpson - Puma Jones - Michael Rose svarade för åtta av studioalbumen, och var efter Bob Marleys död 1981 och innan UB40:s genombrott i mitten av 1980-talet tillsammans med de två brittiska grupperna Aswad och Steel Pulse det mest namnkunniga och framgångsrika reggaebandet i världen. De turnerade ofta tillsammans med europeiska band som The Police, The Clash och Rolling Stones. Kända låtar är ”Shine Eye Gal”, ”Guess Who’s Coming to Dinner”, ”Sinsemilla”, ”Solidarity”, ”Youths of Englington”, ”Happiness”, ”Sponji Reggae”, ”Chill Out”, ”I Love King Selassie I” och låtar som ”What Is Life” och "Party Next Door" som fanns på det grammy-belönade albumet Anthem. Sly Dunbar och Robbie Shakespeare inledde på 1980-talet en framgångsrik musik- och producentkarriär som ”Sly & Robbie”, och från 1985 fram till 2005  har de som musiker, producenter och/eller inspelningstekniker medverkat på hundratals inspelningar av artister från hela världen.
På albumet Anthem medverkade på trummor Sly Dunbar, på bas Robbie Shakespeare, på lead guitar Darryl Thompson, på keyboards Franklyn "Bubbler" Waul, på percussion: Sky Juice, på trumpet Dave Madden och Junior "Chico" Chin, på saxofon Dean Fraser, på trombon Nambo Robinson, på keyboard i låten "Elements" Wally Badarou, på lead guitar i låten "Solidarity" Willie Lindo.

## Diskografi
Gruppen Derek "Duckie" Simpson, Michael Rose, Errol "Tarzan" Nelson, Don Carlos
- 1977 – Love Crisis'
- 1981 – Black Sounds of Freedom (återutgivning av "Love Crisis")

Gruppen Derek "Duckie" Simpson, Michael Rose, Sandra "Puma" Jones samt Sly Dunbar och Robbie Shakespeare
- 1979 – Showcase
- 1980 – Black Uhuru (återutgivning av "Showcase")
- 1980 – Sinsemilla
- 1981 – Red
- 1982 – Chill Out
- 1983 – Guess Who's Coming To Dinner ("Black Uhuru" återutgivning)
- 1983 – Anthem
- 1984 – Anthem (annan mixning av låtarna)
- 1985 – Reggae Greats (samlingsalbum)

Gruppen Derek "Duckie" Simpson, Delroy "Junior" Reid, Sandra "Puma" Jones
- 1986 – Brutal

Gruppen Derek "Duckie" Simpson, Delroy "Junior" Reid, Olafunke
- 1987 – Positive

Gruppen Derek "Duckie" Simpson, Garth Dennis, Don Carlos
- 1990 – Now
- 1991 – Iron Storm
- 1993 – Mystical truth
- 1994 – Strongg

Gruppen Derek "Duckie" Simpson, Jenifah Nyah, Andrew Bees
- 1998 – Unification
- 2001 – Dynasty

Live- och Dub-album:
- 1982 – Uhuru in Dub
- 1982 – Tear It Up - Live (album och video)
- 1983 – The Dub Factor
- 1986 – Brutal Dub
- 1987 – The Positive Dub
- 1988 – Live
- 1988 – Live In New York City
- 1990 – Now Dub
- 1990 – Love Dub (återutgivning av "Uhuru In Dub", ommixad)
- 1992 – Iron Storm Dub
- 1993 – Mystical Truth Dub
- 1994 – Strongg Dubb
- 2000 – Live 1984